# Ludwig Angerer

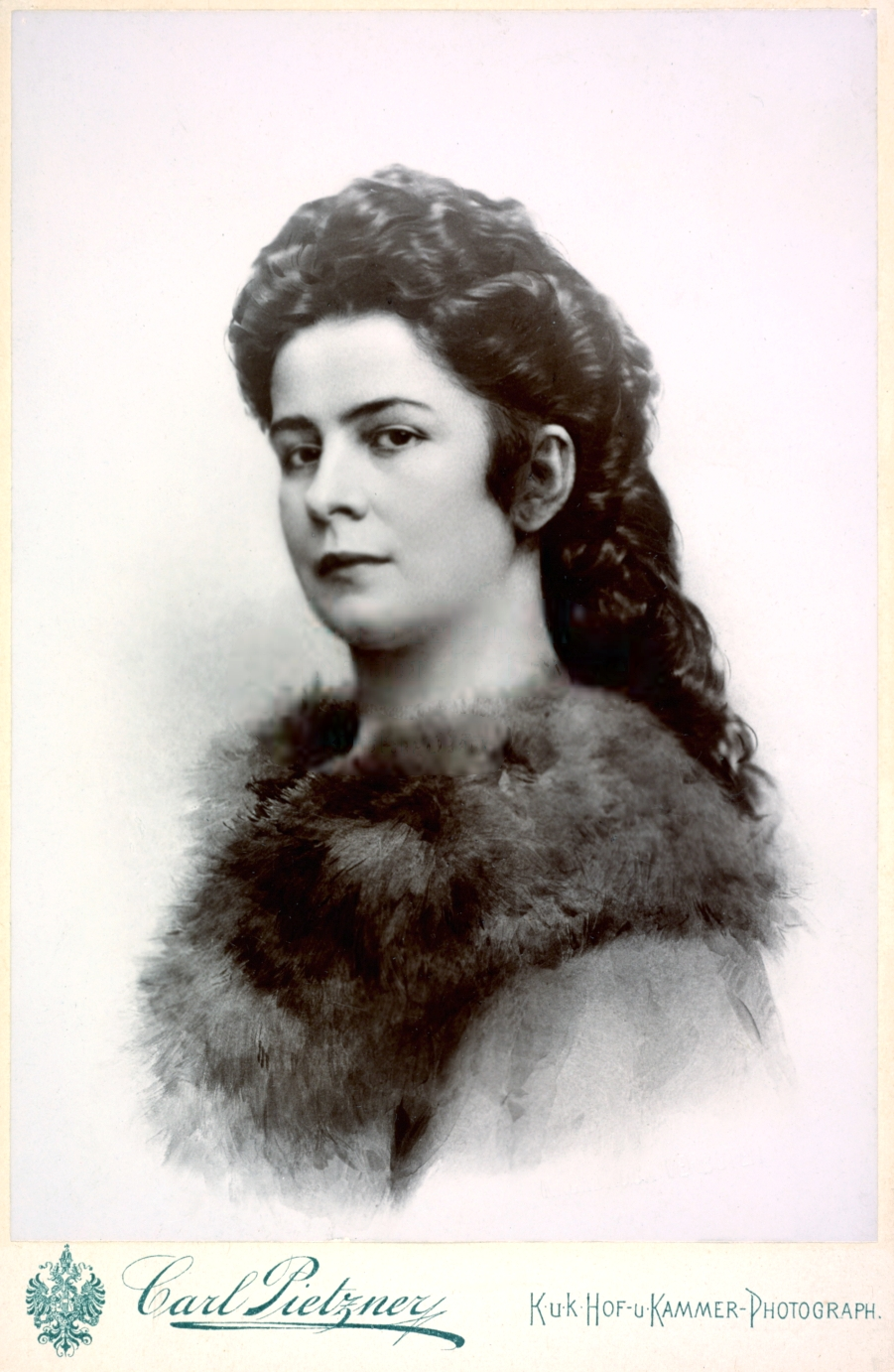
Ludwig Angerer: císařovna Alžběta Bavorská (foto vydal Carl Pietzner)

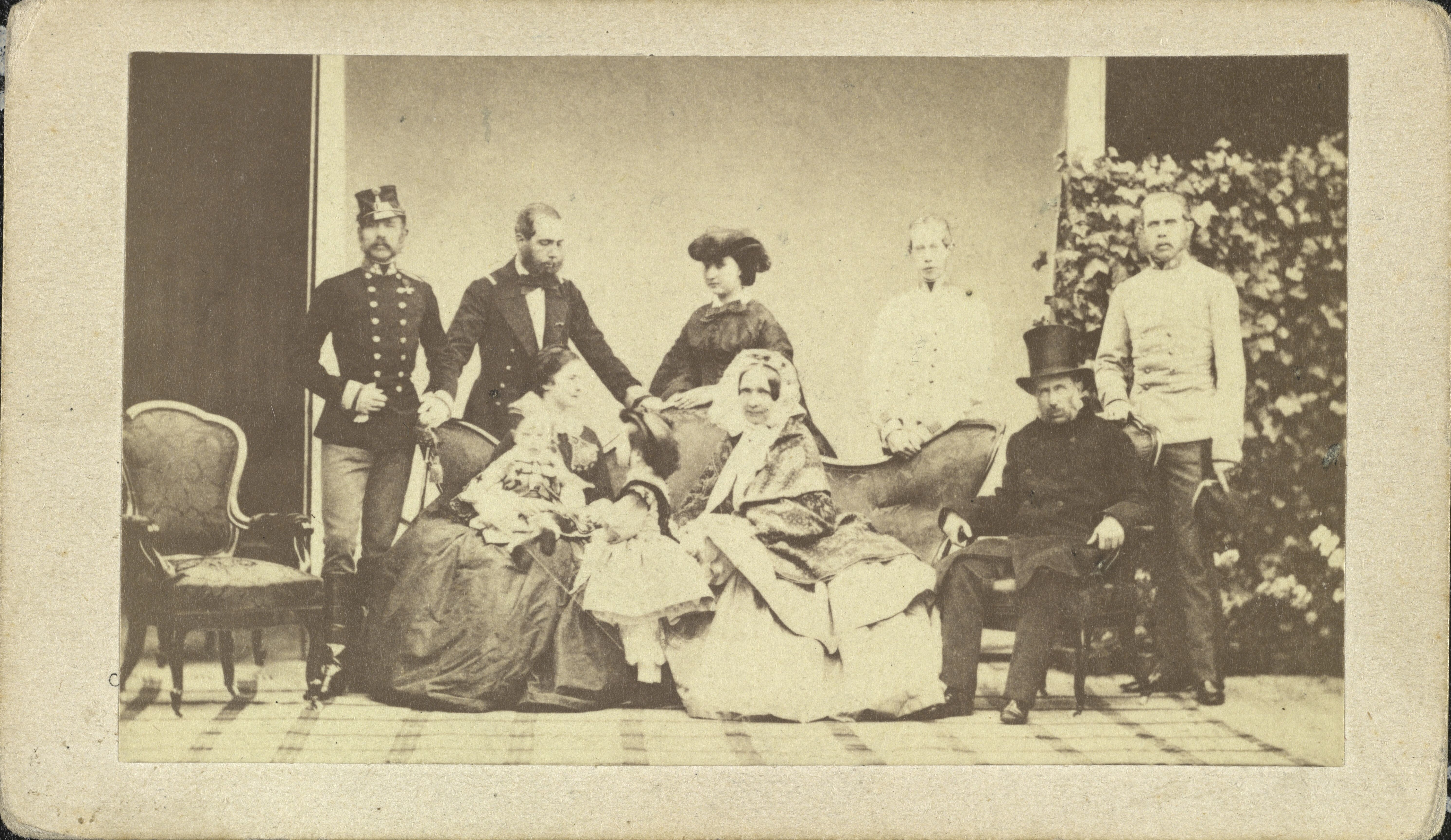
Rodina císaře Franze Josefa

Ludwig Angerer (15. srpna 1827 Malacky – 12. května 1879 Vídeň) byl rakousko-uherský fotograf. Ve své době patřil k nejvýznamnějším vídeňským fotografům společně s Emilem Rabendingem, Josefem Löwym a Victorem Angererem. Ve Vídni zavedl fotografování na vizitkové formáty.

## Životopis
Ludwig Angerer byl synem lesníka a vyučil se lékárníkem. V roce 1854 působil jako oblastní farmaceut u rakouského regimentu v zemích povodí Dunaje a již v té době jako amatérský fotograf. Při svém návratu z Krymské války s sebou přinesl papírové fotografie, které díky své technické kvalitě sklidily velký úspěch.
Společně s Hugo von Strassernem založili v roce 1858 ve Vídni své první fotografické studio. Ještě předtím než se dva roky později přestěhoval do svého nového a nezávislého studia. Dekretem ze dne 25. prosince 1860 byl jmenován c. k. dvorním fotografem.
V roce 1862 se přestěhoval do sousedního domu, který získal do svého majetku. Tam si postavil prosperující a široce uznávané studio. Novinář a fotograf Alois Nigg popsal tento fotografický salón ve své zprávě o ateliéru jako: "...tato budova je tak nákladná, vše je provedeno v palácovém stylu, odpovídá trendu haute volèe výrobce světelných obrazů..." Nicméně Nigg ještě píše, že studio "má charakter fotografické vídeňské školy, je-li možné použít tento termín z oboru umění i v tomto případě..." (fotografická korespondence 1868).
Angerer v roce 1857 za vedl ve Vídni fotografování carte de visite, která tehdy byla v módě Paříži. Ve Vídni ji nabízel s velkým úspěchem jako první a přispěl k jejímu šíření. V roce 1867 postavil ve městě ještě jednu pobočku svého studia. Toto studio Alois Nigg popsal: "V prvním patře se nachází přijímací salón, pult a pracovna, v horní části vlastní ateliér..." Měl modrá skla, protože vrstva jodidu stříbrného byla nejcitlivější na modré světlo.

## Carte de visite
Fotografické vizitky (carte de visite) jsou malé fotografie nalepené na kartonu velikosti dnešních vizitek, které ovládly svět během 60. a 70. let 19. století a značně tak přispěly rozšíření a popularizaci fotografie vůbec. Jejich formát si patentoval pařížský fotograf André-Adolphe-Eugène Disdéri, který roku 1854 vynalezl přístroj umožňující na jediný negativ pořídit 8 podobizen, které pak bylo relativně snadné i levné kopírovat ve větším počtu. Na rozdíl od drahých a velkých daguerrotypií, fotografické vizitky si pak mohli přátelé vyměňovat mezi sebou a díky standardnímu formátu umisťovat do rodinných alb. Mnozí fotografové také prodávali podobizny známých osobností, méně časté byly pak fotografie měst, soch či důležitých událostí. O rozsahu „vizitkománie“ svědčí i to, že v Anglii počty prodaných vizitek ročně šly do stovek miliónů což vzhledem k jejich nemalé pořizovací ceně je obdivuhodné. Vizitky během 80. let ustoupily větším kabinetním fotografiím, v Čechách se však vyráběly souběžně až do 30. let 20. století.
Návštěva fotografa byla podstatnou událostí. Fotograf se většinou se zákazníkem předem setkal, aby zjistil jeho povahu a podle ní doporučil volbu oblečení a typ portrétu. Samotné aranžmá portrétu se sice řídilo přísnými pravidly celosvětové módy, ale mělo za úkol vyjadřovat povahu i povolání fotografovaného. Je zajímavé, že i přes značná omezení si autor mohl zachovat osobitý výraz.
Používaný bílkový papír byl velice tenký a proto se fotografie lepily na tužší kartony, které jsou velice užitečnou pomůckou pro datování fotografie. Počátkem 60. let bývaly kartony bílé s ostrými rohy a brzy si fotografové na zadní strany začali tisknout svá jména. Koncem 60. let už bylo běžné používat tlustší kartony s kulatými rohy a na reverzech jemné rytiny s logy ateliérů. Během 70. let se začaly používat barevné rámečky kolem fotografií a opět se vrátily ostré rohy. Během 80. let se používaly také černé kartony se zlatým potiskem. Na přelomu století se zase prosadila secese s jemnými, světlými odstíny.

## Galerie

### Bukurešť

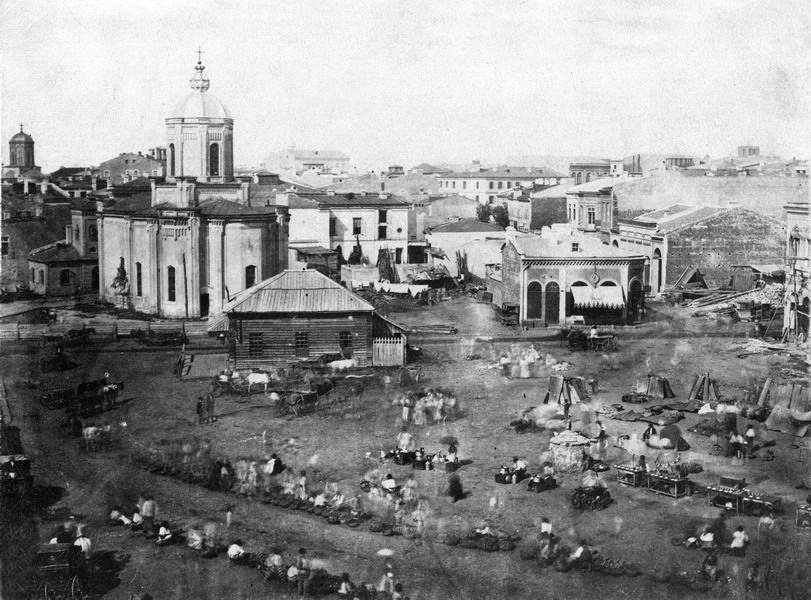
Trh s květinami v Bukurešti
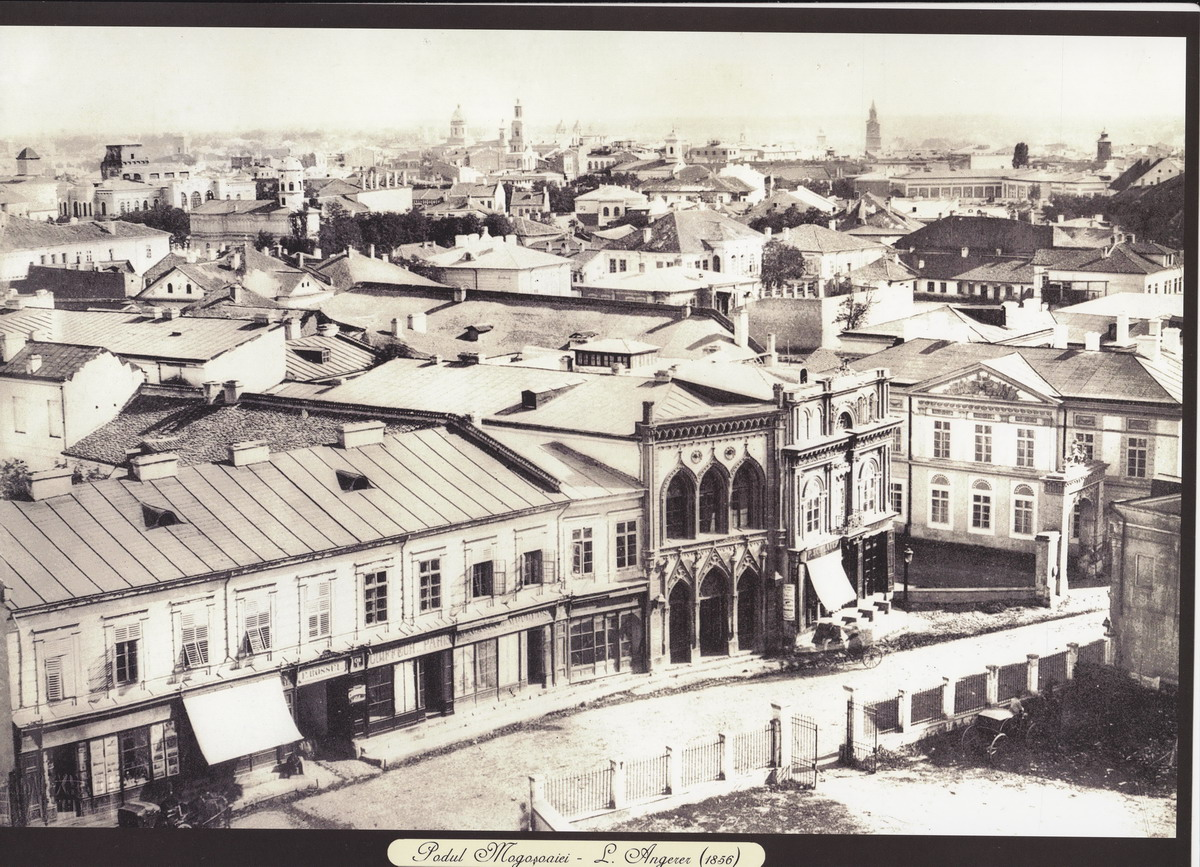
Podul Mogoșoaiei
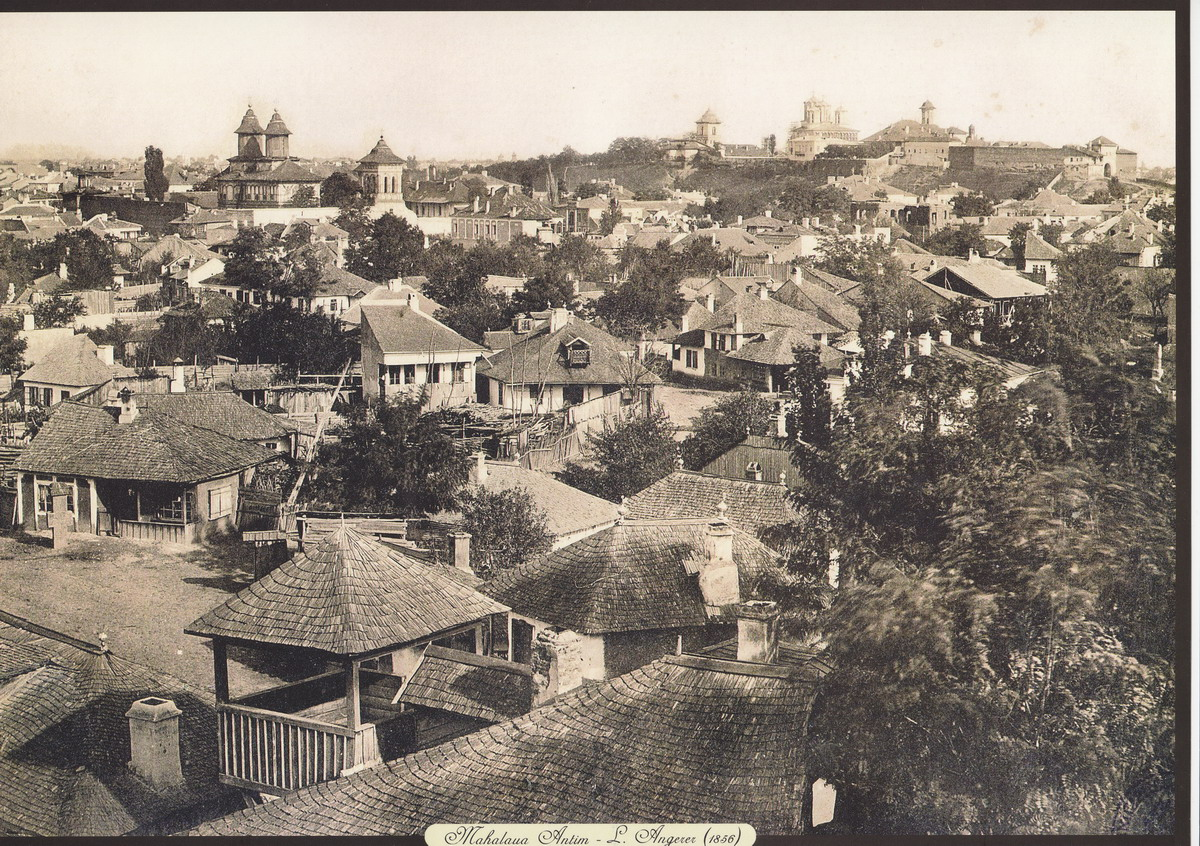
Pohled na Antim
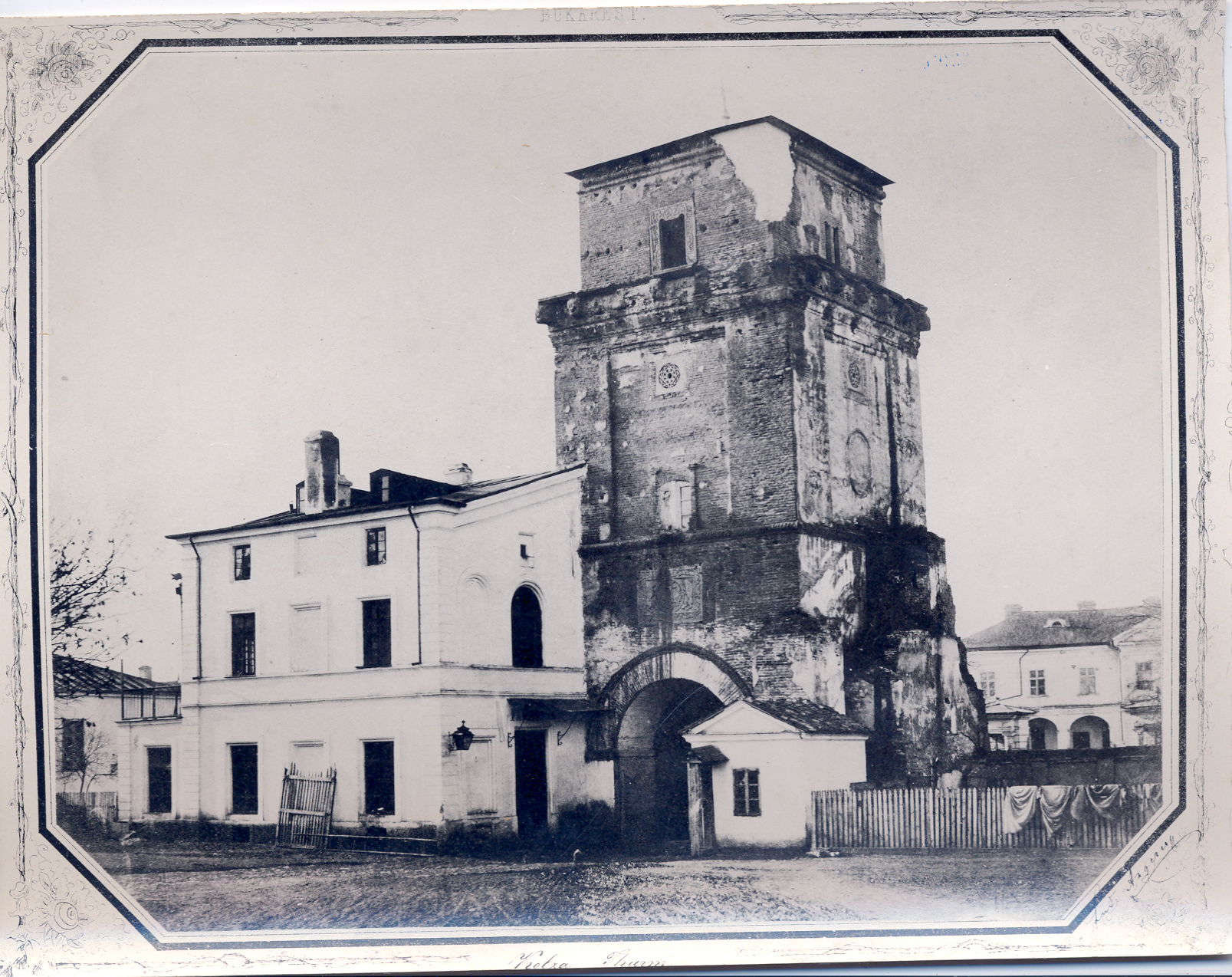
Věž Colțea

### Portréty

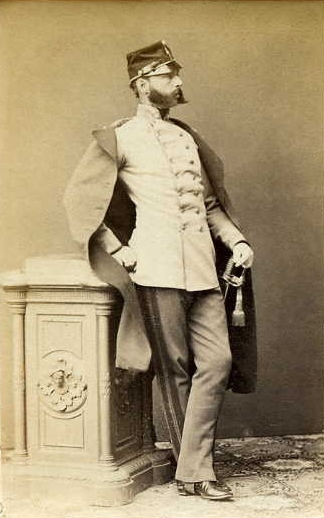
František Josef I.
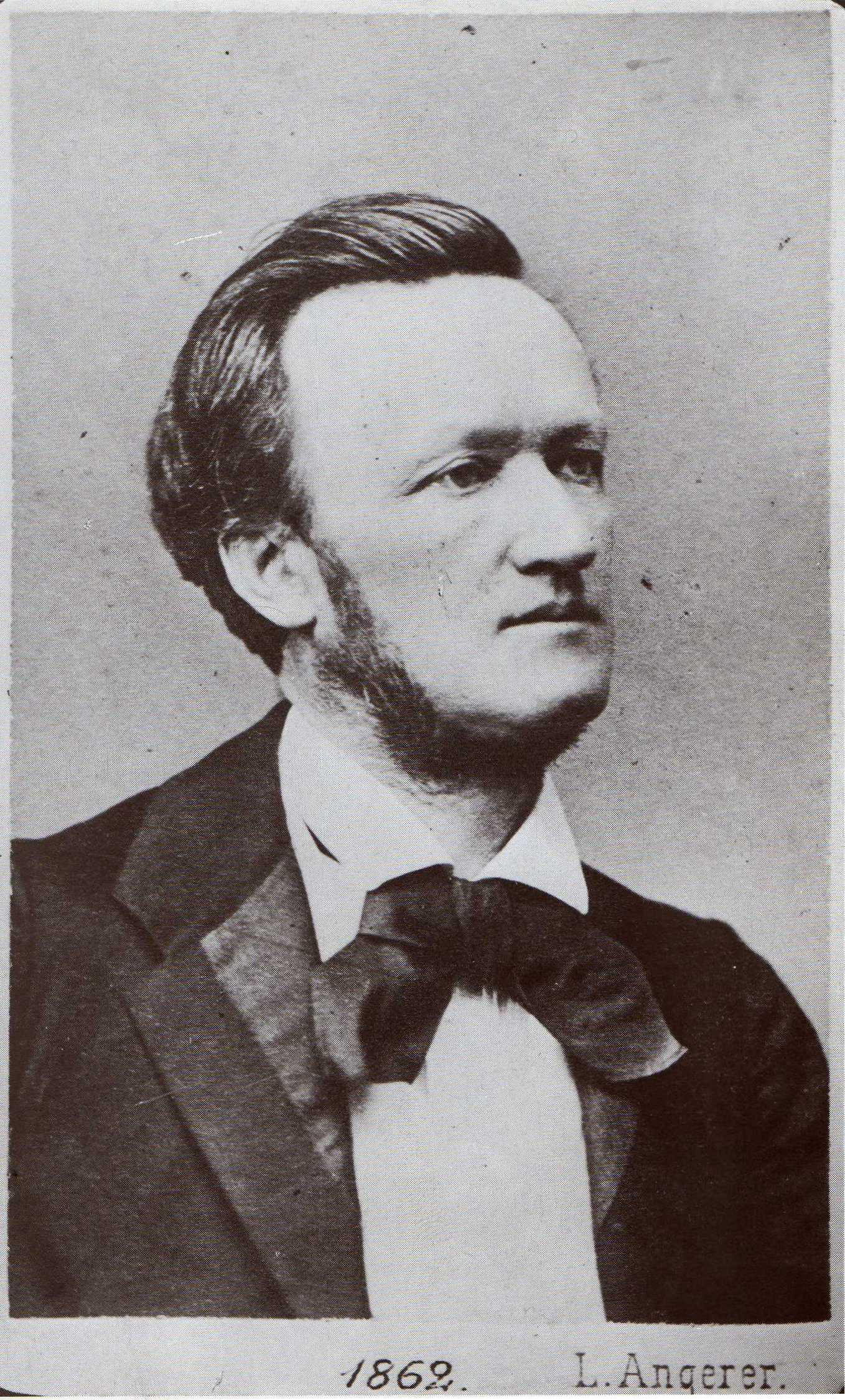
Richard Wagner
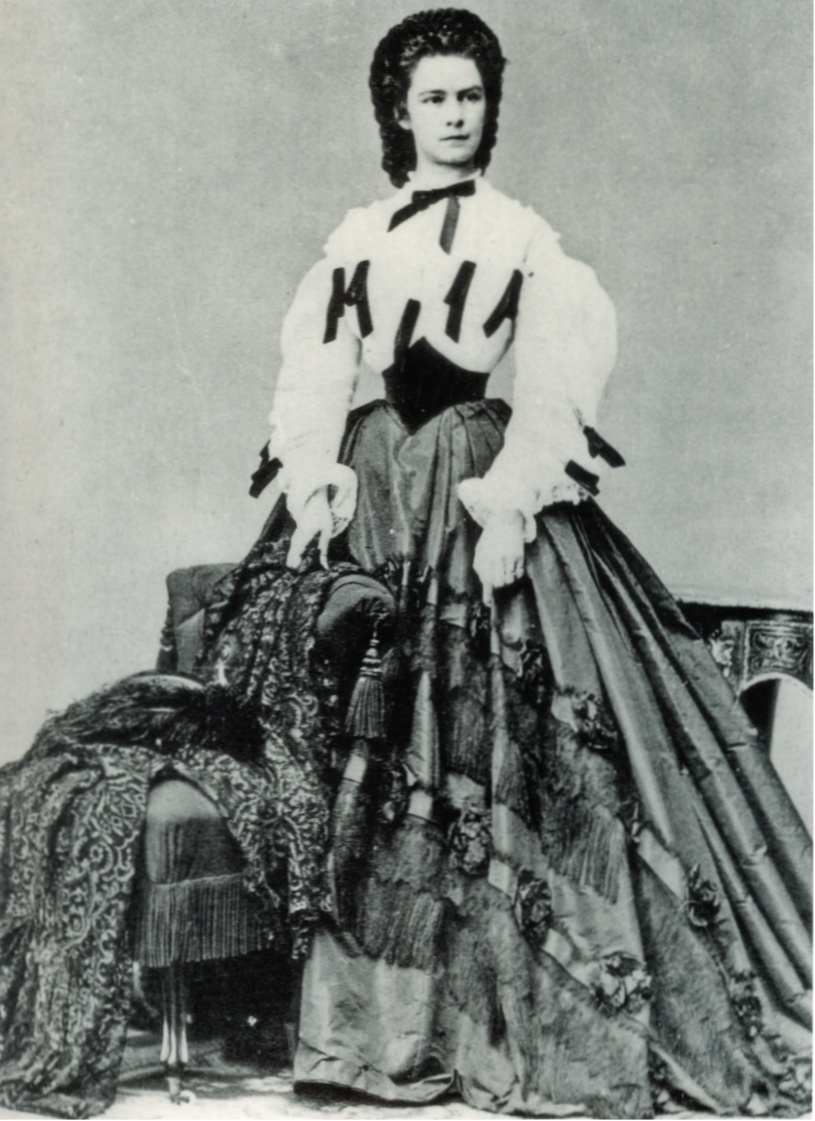
Císařovna Alžběta, 1862